# Bruno Buchberger
Bruno Buchberger (Innsbruck, 22 de outubro de 1942) é um matemático austríaco. É atualmente professor de matemática computacional da Universidade de Linz.